# Werner Niebel
Werner Niebel (* 4. Juni 1928 in Unterbreizbach; † 9. Januar 2018) war ein deutscher Fußballspieler. Für den FSV Frankfurt bestritt der gebürtige Thüringer zwischen 1950 und 1962 insgesamt 294 Spiele in der Fußball-Oberliga Süd. Zuvor war er bereits für den KSV Hessen Kassel aktiv gewesen. 1953 spielte er unter Bundestrainer Sepp Herberger  einmal in der deutschen B-Nationalmannschaft.

## Laufbahn
Zur Runde 1950/51 kam der damalige Angreifer von Hessen Kassel aus der hessischen Amateurliga an den Bornheimer Hang zum FSV Frankfurt. Er debütierte am 20. August 1950 beim Auswärtsspiel gegen den VfB Mühlburg in der Oberliga Süd. Er stürmte bei der 1:5-Niederlage am linken Flügel. Mitspieler waren Torhüter Willi Rado, der linke Verteidiger Otto Dehm, der rechte Außenläufer Philipp Nold und Nationalstürmer Richard Herrmann. Insgesamt kam er in seiner ersten Oberligasaison auf 17 Einsätze und erzielte dabei drei Tore. Der FSV kam auf den fünften Rang und stand damit drei Plätze vor der Eintracht. In seiner zweiten Saison im schwarz-blauen FSV-Dress, 1951/52, wurde er erstmals als linker Verteidiger im damals praktizierten WM-System eingesetzt. In seiner dritten Saison bei der Mannschaft aus Bornheim, 1952/53, wurde er zum Stammspieler. Niebel absolvierte alle 30 Ligaspiele und erzielte zwei Tore für seinen Verein in der Oberliga Süd. Bundestrainer Sepp Herberger brachte ihn am 22. März 1953, es war das fünfte offizielle B-Länderspiel in der Geschichte des DFB, in Wien beim Länderspiel gegen Österreich in der deutschen B-Elf als linker Verteidiger zum Einsatz. Unmittelbar vor seiner DFB-Berufung hatte er am 15. März mit dem FSV ein torloses 0:0 gegen die SpVgg Fürth bestritten, am 29. März, nach dem Länderspiel in Wien, gewann er das zweite Heimspiel mit dem FSV gegen Ulm 1846 mit 4:1 Toren. Das B-Länderspiel ging mit 1:3 Toren verloren, dies trotz der Prominenz im Angriff mit Felix Gerritzen, Alfred Preißler, Willi Schröder, Franz Islacker (Rolf Blessing) und Bernhard Termath.
Vorzeigbare Erfolge mit dem FSV Frankfurt konnte der mit „guter Balltechnik sowie überragendem Stellungsspiel“ glänzende Abwehrstratege in 12 Runden in der Fußball-Oberliga Süd nicht vorweisen, aber 294 Pflichtspiele in der damaligen Erstklassigkeit mit zehn Toren. Der FSV konnte mit der lokalen Nummer eins, der Eintracht, der weiteren Main-Konkurrenz mit Kickers Offenbach, und den Südspitzenmannschaften 1. FC Nürnberg, Karlsruher SC, VfB Stuttgart, FC Bayern München und dem TSV 1860 München, zumindest ab Mitte/Ende der Oberligaära nicht mehr finanziell wie auch sportlich mithalten. Sein letztes Oberligaspiel absolvierte der Routinier am 15. April 1962 bei der 0:1-Niederlage beim FC Bayern Hof. Die Bornheimer stiegen als Vorletzter in die 2. Liga ab. An der Seite der Mitspieler Karl Eisenhofer (Torhüter), Ernst Gunne, Gerd Menne, Rudolf Stracke und Friedel Späth verabschiedete er sich als Vertragsfußballer und beendete seine Spielerkarriere.
1961 wurde er zum Ehrenspielführer des FSV Frankfurt ernannt.